# Whispering (canção)
"Whispering" é uma canção popular dos letristas John Schonberger (1892–1983) e Richard Coburn (pseudônimo de Frank Reginald DeLong; 1886–1952) e do compositor Vincent Rose. "Whispering" foi lançada pela primeira vez em 1920 pela Sherman, Clay & Co., de São Francisco. O primeiro copyright de 1920 e a primeira edição atribuem a letra a Malvin Schonberger e a melodia a John Schonberger.

## Popularidade inicial e duradura
"Whispering" foi, mais notoriamente, gravada por Paul Whiteman e sua Orquestra Ambassador em 23 de agosto de 1920, para a Victor Talking Machine Company. Whiteman — nascido em Denver, ex-militar da marinha e autoproclamado "Rei do Jazz" — atingiu a popularidade graças a uma série de sucessos, iniciando em 1920 com o lançamento de "Whispering", canção de que ficou onze semanas na primeira posição dos EUA, permanecendo nas tabelas por vinte semanas e vendendo mais de vinte milhões de cópias.
A canção entrou nas paradas duas vezes na década de 1960: em 1963, a versão dos cantores irlandeses The Bachelors virou um, chegando no Top 20 do Reino Unido; e em 1964, depois de gravar o sucesso "Deep Purple", os irmãos cantores Nino Tempo e April Stevens tiveram um novo hit com "Whispering". Esta versão chegou à décima-primeira posição na parada Hot 100 da Billboard e à quarta posição na Easy Listening.
Em 1972, a canção entrou para o Music Hall of Fame como uma de dez canções históricas.